# Saint-Martin-des-Plains
Saint-Martin-des-Plains település Franciaországban, Puy-de-Dôme megyében. Lakosainak száma 178 fő (2022. január 1.). Saint-Martin-des-Plains Bansat, Lamontgie, Nonette-Orsonnette, Les Pradeaux és Saint-Rémy-de-Chargnat községekkel határos.

## Népesség
A település népessége az elmúlt években az alábbi módon változott:
| Lakosok száma | 141  | 144  | 147  | 155  | 160  | 166  | 170  | 174  | 178  |
|               | 2013 | 2015 | 2016 | 2017 | 2018 | 2019 | 2020 | 2021 | 2022 |